# Morbakka fenneri
La Morbakka fenneri Gershwin 2008 è una cubomedusa della famiglia Carukiidae. La M. fenneri è capace di infliggere dolorose bruciature, con sintomi simili alla sindrome di Irukandji. 

## Descrizione
Le meduse del genere Morbakka si distinguono dalle altre specie Carybdeida per via del loro corpo grande e coperto da nematocisti, oltre ad avere tentacoli lunghi ed appiattiti come dei nastri. La M. fenneri, che viene usata come olotipo per descrivere il genere Morbakka, misura circa 11 cm di lunghezza dell'ombrella per 10 cm di diametro, i tentacoli possono assumere un colore rosa e sono lunghi oltre un metro. Esistono diverse forme della specie, tipicamente raggruppate fra un tipo più grande (presente essenzialmente lungo la cost nord-orientale) ed un tipo più piccolo (presente sulla costa sud-orientale).

## Distribuzione
La M. fenneri è una medusa australiana, presente sulla costa orientale del continente. È stata identificata nelle regioni di Moreton Bay, Redcliffe e nell'isola di Stradbroke. Alcuni esemplari vengono regolarmente identificati anche a Cairns e più saltuariamente, nei pressi di Townsville. La forma più piccola di M. fenneri è relativamente comune sulla costa che va da Coffs Harbour a Sydney.  La forma più grande della specie si trova a Mackay.